# Vizcondado de Urgel
El vizcondado de Urgel fue una jurisdicción feudal del condado de Urgel.
En documentos del siglo X se citan los nombres de algunos vizcondes que poseían bienes en el pagus de Urgel aunque no es seguro que todos fueran vizcondes de Urgel. El primero establecido con seguridad es Miró I, quien aparece documentado de 953 a 977. Su hijo, Guillermo I de Urgel, recibió en 989 de manos del conde Borrell II el valle de Castell-lleó que más tarde se convirtió en Castellbó. Murió hacia 1035 y fue sucedido por su hijo Miró, casado con Geriberga, hermana de Arnal Mir de Tost (conquistador de Ager). Fue sucedido por su hijo Ramón del que se tienen pocos datos. Al morir Ramón en 1114 fue sucedido por su hijo Pedro quien en 1126 se casó con Sibila, vizcondesa heredera de Cerdaña. Fue el primero en utilizar el título de vizconde de Castellbó, desapareciendo así el vizcondado de Urgel.
Con anterioridad a 1094, el vizcondado se renombró como vizcondado del Alto Urgel al crearse, por iniciativa de Ermengol I de Urgel, el vizcondado del Bajo Urgel que muy pronto se convirtió en el vizcondado de Ager.

## Lista de vizcondes
- Miró I
- Guillermo I
- Miro II
- Ramón
- Pedro I
- Ramón I de Urgel

- Datos: Q4110990